# フリーダ・ウォルバーグ
フリーダ・ウォルバーグ（Frida Wallberg、1983年4月28日 - ）は、スウェーデンの元プロボクサーである。エステルイェータランド県オートヴィーダベリ出身。元WBC女子世界スーパーフェザー級王者。元WIBF世界スーパーフェザー級王者。

## 来歴
アマチュア時代にはスウェーデン選手権6度優勝。2001年世界選手権にもスウェーデン代表として出場、決勝まで進みミリアム・ラマールに勝利して金メダルを獲得。
アマチュア時代の戦績は53戦48勝。
スウェーデンでは1970年以降プロボクシングが禁止されていたため、デンマークに渡りプロとなる。
2004年2月6日、マリベル・サンタナを1回KOで退けデビューを飾る。
その後もデンマークで白星を重ね、2005年6月17日、ファトゥマ・ザリカ（ケニア）と空位のWIBF世界スーパーフェザー級王座を争い、王座獲得。
一度引退した後、母国でのボクシング解禁を受け2010年現役復帰。スペインでのノンタイトル戦をKO勝利に収め、9月24日、初めてとなる母国での試合をNicole Bossと行い、判定勝利。
11月27日、3度目の防衛を目指すオリビア・ゲルーラが持つWBC女子同級王座に挑戦し、3-0判定で王座奪取。なお、スウェーデンでは10回戦以上の試合が禁止されているため、この試合は「10回戦でのリマッチ」を条件にWBCは特例として認め8回戦で行われた。また、この試合はK-1スカンジナビア大会で行われていた。
その後、2011年に10回戦も認められたため、9月3日に国内でゲルーラと再戦。判定勝利で初防衛。
2012年4月27日、元IBF王者アマンダ・セラノを迎え2度目の防衛戦を行い勝利。
2013年6月14日、オーストラリアのダイアナ・プラザックとのタイトルマッチにおいて、8回に2度のダウンを奪われTKO負けして昏倒、頭部へ衝撃を受けたことが原因での脳出血で、カロリンスカ病院で手術を受け、一命を取り留めたもののこの試合を最後に引退をした。

## 戦績
- 12戦 11勝 2KO 1敗

## 獲得タイトル
- WIBF世界スーパーフェザー級王座
- 第3代WBC女子世界スーパーフェザー級王座（防衛2=陥落）